# Oleksandr Abramenko
Oleksandr Abramenko (* 4. května 1988 Pervomajskyj, Sovětský svaz) je ukrajinský akrobatický lyžař-skokan. Začínal s fotbalem po vzoru otce, bývalého aktivního fotbalisty. S akrobatickými skoky začínal ve 14 letech nejprve na trampolíně a později přidal skoky na lyžích do vody a na sněhu. Připravuje se v Mykolajivu pod vedením Jurije Kobelnyka. V ukrajinské reprezentaci se pohybuje od roku 2005. Na olympijských hrách v Turíně v roce 2006 a na olympijských hrách ve Vancouveru nepostoupil v akrobatických skocích z kvalifikace. V roce 2014 obsadil 6. místo na olympijských hrách v Soči. V roce 2015 vyhrál jeden závod světového poháru a za sezonu 2015/16 se stal celkovým vítězem světového poháru v akrobatických skocích. V roce 2018 vybojoval zlatou olympijskou medaili na olympijských hrách v Pchjongčchangu.